# Cadaujac
Cadaujac est une commune du Sud-Ouest de la France, située dans le département de la Gironde en région Nouvelle-Aquitaine.
Ses habitants sont appelés les Cadaujacais et Cadaujacaises.

## Géographie

### Localisation
1. Carte dynamique
2. Carte Openstreetmap
3. Carte topographique
4. Carte avec les communes environnantes

Commune de l'aire d'attraction de Bordeaux située dans son unité urbaine. Cadaujac est une commune du canton de La Brède, située à 10 km au sud de Bordeaux et qui s'étend sur 6 km le long de la Garonne.

### Communes limitrophes
Les communes limitrophes sont Camblanes-et-Meynac, Isle-Saint-Georges, Léognan, Martillac, Quinsac, Saint-Médard-d'Eyrans et Villenave-d'Ornon.

### Hydrographie
La commune est située sur la rive gauche de la Garonne. Elle est traversée par l'Eau Blanche, et la Peguillére.
- Natura 2000[1]

Comme Saint-Médard-d'Eyrans, Cadaujac fait partie de sites naturels ou semi-naturels ayant une grande valeur patrimoniale, zone qui concerne la partie proche de la Garonne.
- Plan de prévention du risque inondation pour Cadaujac[3].

### Climat
Pour des articles plus généraux, voir Climat de la Nouvelle-Aquitaine et Climat de la Gironde.
Historiquement, la commune est exposée à un climat océanique aquitain.  
En 2020, Météo-France publie une typologie des climats de la France métropolitaine dans laquelle la commune est exposée à un climat océanique et est dans la région climatique  Aquitaine, Gascogne, caractérisée par une pluviométrie abondante au printemps, modérée en automne, un faible ensoleillement au printemps, un été chaud (19,5 °C), des vents faibles, des brouillards fréquents en automne et en hiver et des orages fréquents en été (15 à 20 jours).
Pour la période 1971-2000, la température annuelle moyenne est de 12,9 °C, avec une amplitude thermique annuelle de 14,5 °C. Le cumul annuel moyen de précipitations est de 902 mm, avec 12,3 jours de précipitations en janvier et 6,8 jours en juillet. Pour la période 1991-2020, la température moyenne annuelle observée sur la station météorologique installée sur la commune est de 13,8 °C et le cumul annuel moyen de précipitations est de 918,3 mm,. Pour l'avenir, les paramètres climatiques de la commune estimés pour 2050 selon différents scénarios d’émission de gaz à effet de serre sont consultables sur un site dédié publié par Météo-France en novembre 2022.
| Mois                                  | jan.             | fév.           | mars          | avril           | mai           | juin           | jui.           | août           | sep.           | oct.            | nov.            | déc.           | année      |
| ------------------------------------- | ---------------- | -------------- | ------------- | --------------- | ------------- | -------------- | -------------- | -------------- | -------------- | --------------- | --------------- | -------------- | ---------- |
| Température minimale moyenne (°C)     | 2,9              | 2,6            | 4,9           | 7,2             | 10,6          | 13,6           | 15,2           | 15,1           | 12,1           | 9,6             | 5,7             | 3,5            | 8,6        |
| Température moyenne (°C)              | 6,7              | 7,4            | 10,3          | 12,8            | 16,4          | 19,5           | 21,4           | 21,6           | 18,3           | 14,7            | 9,9             | 7,2            | 13,8       |
| Température maximale moyenne (°C)     | 10,5             | 12,2           | 15,8          | 18,4            | 22,1          | 25,5           | 27,6           | 28,1           | 24,6           | 19,9            | 14,1            | 11             | 19,2       |
| Record de froid (°C) date du record   | −15,8 17.01.1987 | −10,5 09.02.12 | −9,5 01.03.05 | −2,6 04.04.1996 | 1,6 06.05.19  | 4,7 08.06.1989 | 6,6 04.07.1990 | 5,3 30.08.1986 | 2,9 30.09.1987 | −4,1 30.10.1997 | −7,3 24.11.1998 | −10,6 17.12.01 | −15,8 1987 |
| Record de chaleur (°C) date du record | 20,4 13.01.1993  | 25,5 27.02.19  | 27,7 29.03.23 | 30,6 17.04.13   | 35,3 30.05.01 | 39,9 22.06.03  | 41,5 23.07.19  | 40 05.08.03    | 37,8 12.09.22  | 32,9 02.10.23   | 26,3 08.11.15   | 21 31.12.22    | 41,5 2019  |
| Précipitations (mm)                   | 86,5             | 64,7           | 61,3          | 75,9            | 75,2          | 71,9           | 51,2           | 63,8           | 76,3           | 78,7            | 112             | 100,8          | 918,3      |

## Urbanisme

### Typologie
Au 1er janvier 2024, Cadaujac est catégorisée ceinture urbaine, selon la nouvelle grille communale de densité à sept niveaux définie par l'Insee en 2022.
Elle appartient à l'unité urbaine de Bordeaux, une agglomération intra-départementale regroupant 73  communes, dont elle est une commune de la banlieue,,. Par ailleurs la commune fait partie de l'aire d'attraction de Bordeaux, dont elle est une commune de la couronne,. Cette aire, qui regroupe 275 communes, est catégorisée dans les aires de 700 000 habitants ou plus (hors Paris),.

### Occupation des sols

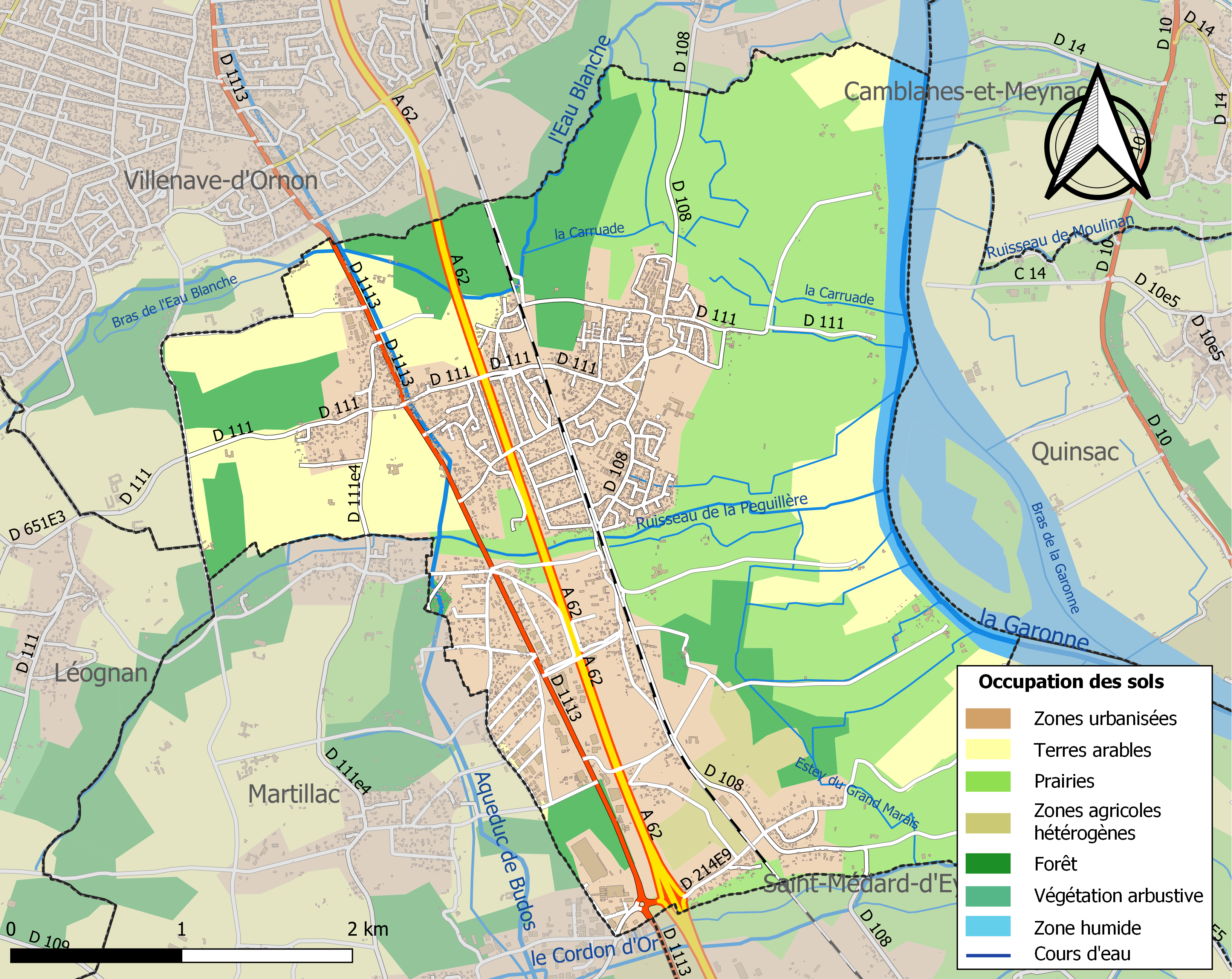
Carte des infrastructures et de l'occupation des sols de la commune en 2018 (CLC).

L'occupation des sols de la commune, telle qu'elle ressort de la base de données européenne d’occupation biophysique des sols Corine Land Cover (CLC), est marquée par l'importance des territoires agricoles (54,5 % en 2018), en augmentation par rapport à 1990 (51,8 %). La répartition détaillée en 2018 est la suivante : 
prairies (35,4 %), zones urbanisées (29 %), forêts (12,6 %), cultures permanentes (10,2 %), terres arables (6,5 %), eaux continentales (2,9 %), zones agricoles hétérogènes (2,5 %), zones industrielles ou commerciales et réseaux de communication (1 %). L'évolution de l’occupation des sols de la commune et de ses infrastructures peut être observée sur les différentes représentations cartographiques du territoire : la carte de Cassini (XVIIIe siècle), la carte d'état-major (1820-1866) et les cartes ou photos aériennes de l'IGN pour la période actuelle (1950 à aujourd'hui).

### Voies de communication et transports
On peut accéder à Cadaujac par la Rocade (sorties  18a et  20), ou par l'autoroute vers Toulouse A62 ( 1), ainsi que par la SNCF gare de Cadaujac.

#### Transports en commun

##### Réseau TBM
Le réseau TBM, anciennement TBC jusqu'en 2016, desservait la commune, via la ligne 89 reliant celle-ci à Villenave-d'Ornon. Cette desserte est supprimée depuis 2016 pour des raisons financières, à la suite de la décision prise fin 2014 par le Conseil Départemental de la Gironde d'arrêter de participer au financement de la ligne. Les cadaujacais doivent désormais se rendre à Villenave-d'Ornon pour utiliser le réseau TBM.

##### RéseauTransGironde
La ligne 503 relia la station de tram Talence Peixotto à Saint-Symphorien. Depuis septembre 2020, c'est la ligne 4812 Talence Peixotto à Cabanac bourg qui dessert la commune.

### Risques majeurs
Le territoire de la commune de Cadaujac est vulnérable à différents aléas naturels : météorologiques (tempête, orage, neige, grand froid, canicule ou sécheresse), inondations, feux de forêts, mouvements de terrains et séisme (sismicité faible). Un site publié par le BRGM permet d'évaluer simplement et rapidement les risques d'un bien localisé soit par son adresse soit par le numéro de sa parcelle.
La commune fait partie du territoire à risques importants d'inondation (TRI) de Bordeaux, regroupant les 28 communes concernées par un risque de submersion marine ou de débordement de la Garonne, un des 18 TRI qui ont été arrêtés fin 2012 sur le bassin Adour-Garonne. Les crues significatives qui se sont produites au XXe siècle, avec plus de 6,70 m mesurés au marégraphe de Bordeaux sont celles du 27 décembre 1999 (7,05 m, débit de la Garonne de 700 m3/s), du 13 décembre 1981 (6,85 m, 1500 à 2 000 m3/s), du 19 mars 1988 (6,84 m, 4 000 m3/s), du 7 février 1996 (6,77 m, 1 000 m3/s) et du 28 avril 1998 (6,73 m, 2 700 m3/s). Au XXIe siècle, ce sont celles liées à la tempête Xynthia du 28 février 2010 (6,92 m, 816 m3/s) et du 31 janvier 2014 (6,9 m, 2500 à 3 000 m3/s). Des cartes des surfaces inondables ont été établies pour trois scénarios : fréquent (crue de temps de retour de 10 ans à 30 ans), moyen (temps de retour de 100 ans à 300 ans) et extrême (temps de retour de l'ordre de 1 000 ans, qui met en défaut tout système de protection). La commune a été reconnue en état de catastrophe naturelle au titre des dommages causés par les inondations et coulées de boue survenues en 1982, 1988, 1990, 1999, 2008, 2009, 2010 et 2020,.
Cadaujac est exposée au risque de feu de forêt. Depuis le 20 avril 2016, les départements de la Gironde, des Landes et de Lot-et-Garonne disposent d’un règlement interdépartemental de protection de la forêt contre les incendies. Ce règlement vise à mieux prévenir les incendies de forêt, à faciliter les interventions des services et à limiter les conséquences, que ce soit par le débroussaillement, la limitation de l’apport du feu ou la réglementation des activités en forêt. Il définit en particulier cinq niveaux de vigilance croissants auxquels sont associés différentes mesures,.
Les mouvements de terrains susceptibles de se produire sur la commune sont des tassements différentiels.

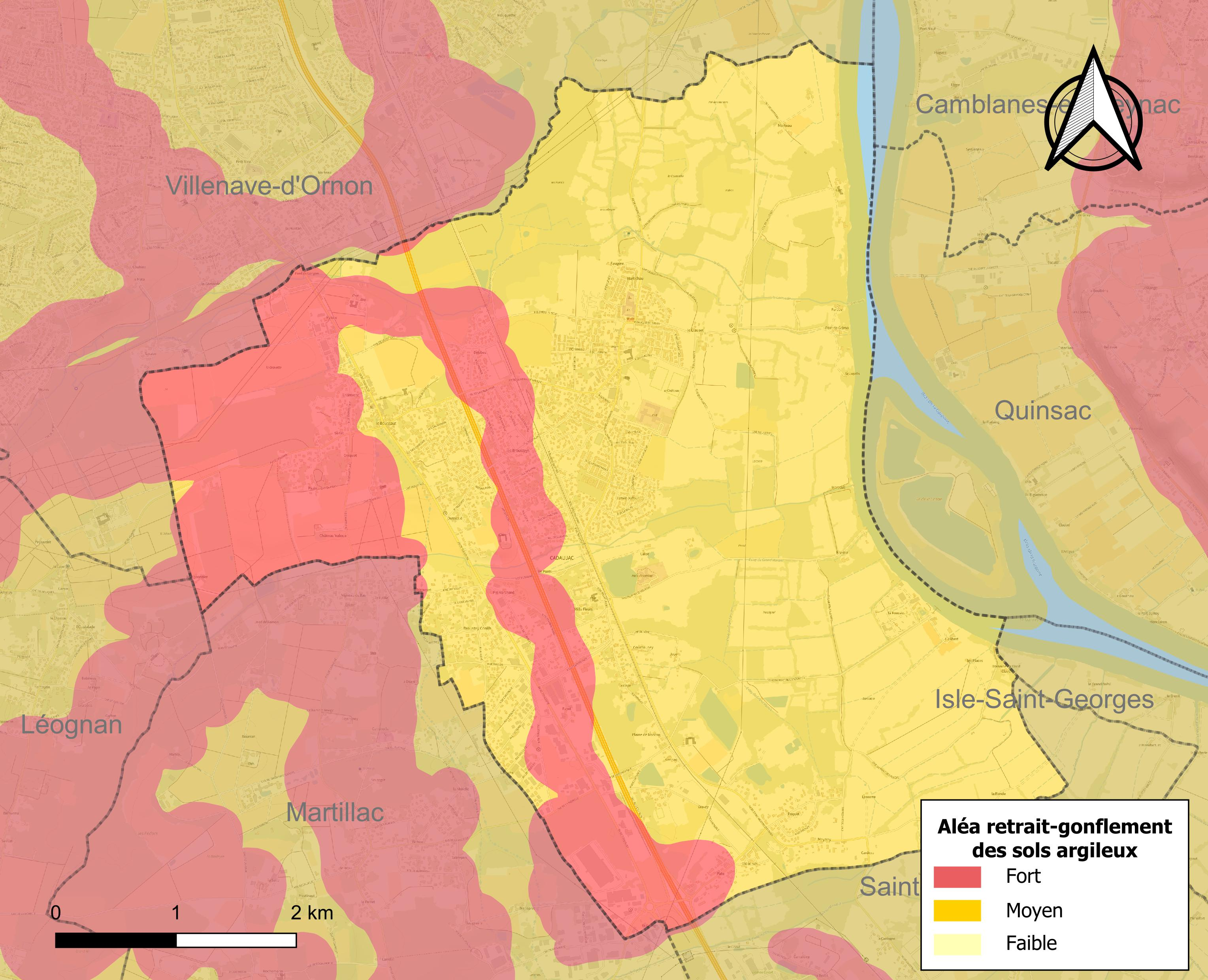
Carte des zones d'aléa retrait-gonflement des sols argileux de Cadaujac.

Le retrait-gonflement des sols argileux est susceptible d'engendrer des dommages importants aux bâtiments en cas d’alternance de périodes de sécheresse et de pluie. 99,5 % de la superficie communale est en aléa moyen ou fort (67,4 % au niveau départemental et 48,5 % au niveau national). Sur les 2 239 bâtiments dénombrés sur la commune en 2019,  2 239 sont en aléa moyen ou fort, soit 100 %, à comparer aux 84 % au niveau départemental et 54 % au niveau national. Une cartographie de l'exposition du territoire national au retrait gonflement des sols argileux est disponible sur le site du BRGM,.
Par ailleurs, afin de mieux appréhender le risque d’affaissement de terrain, l'inventaire national des cavités souterraines permet de localiser celles situées sur la commune.

## Toponymie

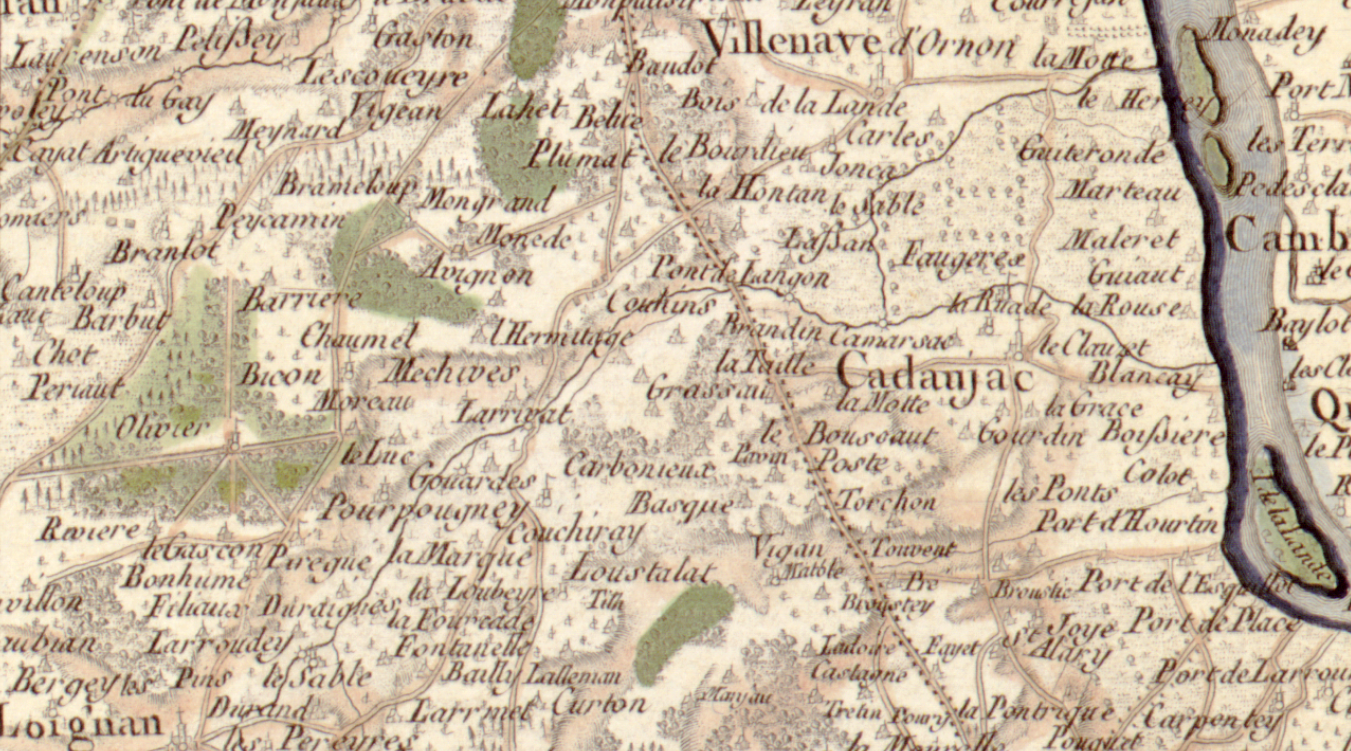
Lieux-dits

Le toponyme Cadaujac est attesté sous les formes anciennes Cadauac (1273), Cadanyaco (pour *Cadauyaco, XIIIe siècle), Cadaujac (1273)…
C'est un nom de domaine en -acum basé sur le nom de son propriétaire. Celui-ci devrait être le nomen Catalius, attesté en Gaule cisalpine. La formation *Cataliacum aurait été traitée en deux termes *Catal-jaco donnant logiquement Cadau-jac en gascon.
Cadaujac étant dans le domaine nord-gascon, la plupart des lieux-dits anciens y sont explicables par le gascon, par exemple le Courdouney, l'Esclopey, les Brousteys, le Junca, l'Esquillot, la Péguillère...
Sur la carte de Cassini, sont mentionnés entre autres lieux :
- Rive gauche : Le Luc, l'Herminage, la Hontan, la Motte ;
- Rive droite : Fontanelle, Camarsac, La Motte.

## Histoire

### Époque Gallo-romaine

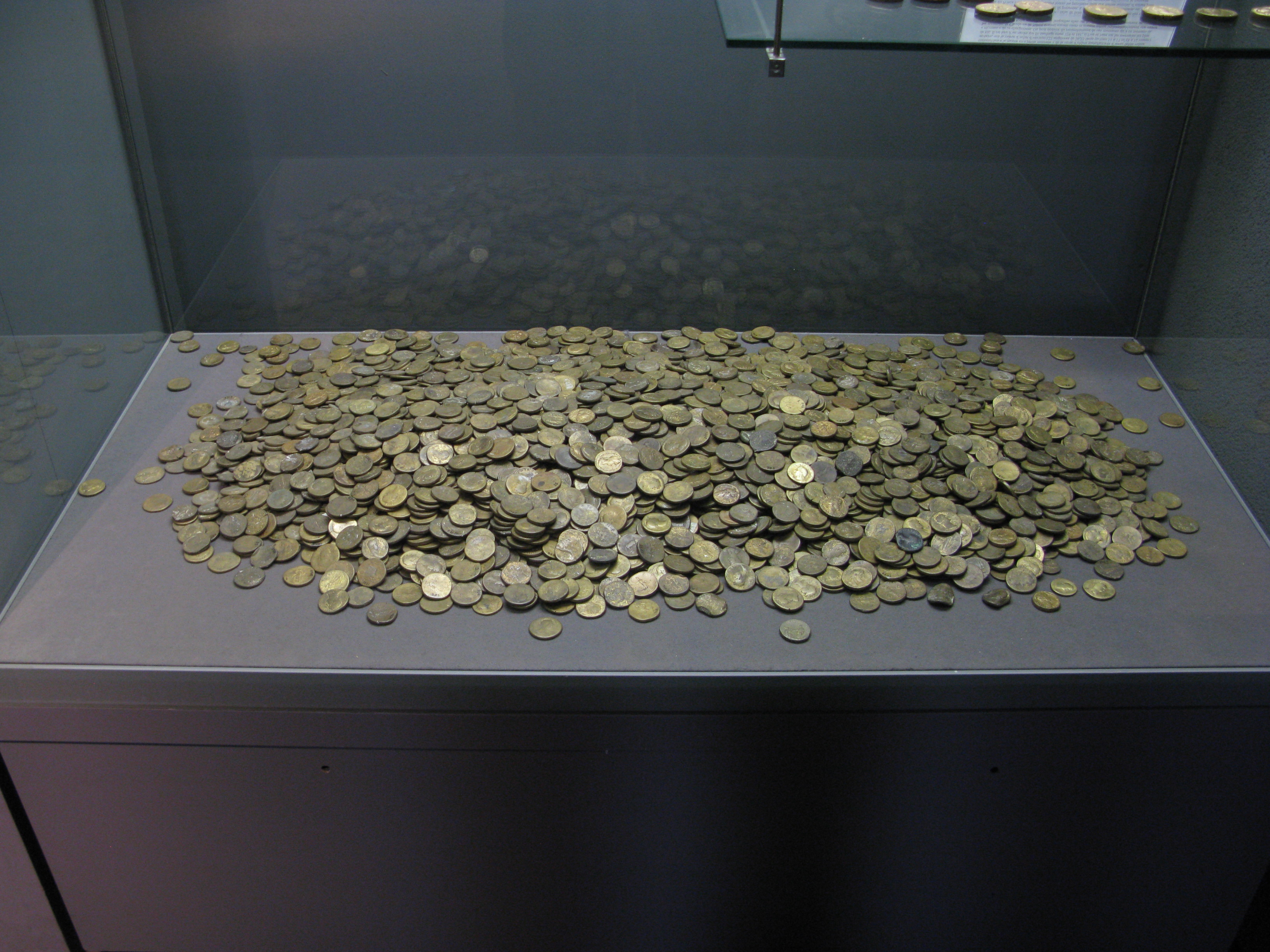
Vitrine au Musée d'Aquitaine

La mise au jour de divers vestiges, cimetière, vases et voie romaine, démontre une occupation bien établie à l'époque gallo-romaine, comme le laisse présumer le toponyme en -ac. La vie de Cadaujac semble avoir été concentrée aux environs de l'actuel lieu-dit « Paté » (pastum, pâture). Un cimetière à incinération du IIe siècle, composé d'urnes funéraires, y a été découvert en 1884.
Lors du transfert du cimetière de l'église, plusieurs sarcophages ont été découverts et l'un d'eux dessiné par J.-A. Brutails.
Des monnaies découvertes sur place donnent la datation approximative de 138 à 161 après J.C. : elles faisaient partie du Trésor de Garonne recueilli en face du château Malleret en novembre 1965, lors de dragages dans le fleuve. Plus de 4000 pièces ont été restaurées et étudiées, en majorité des sesterces, probablement en provenance du naufrage d'un navire marchand.
À un kilomètre de là, aujourd'hui sur la commune de Saint-Médard-d'Eyrans, des mosaïques, des fragments de céramiques de luxe, des fragments de verrerie et des briques striées attestent de la présence d'une "villa" romaine. En 1805, ont été découverts deux superbes sarcophages sculptés en marbre de Paros, actuellement exposés au Musée du Louvre, et dont la date de réalisation est estimée au premier tiers du IIIe siècle. Dans le parc du château Lamothe une statue du Ier ou IIe siècle d'un jeune homme vêtu d'une chlamyde accompagné d'un enfant a été aussi découverte : elle représente peut-être Mercure. Elle est exposée au Musée d'Aquitaine.
Le ruisseau qui sépare Cadaujac de Saint-Médard-d'Eyrans « la Bugonne » (Fontaine des pâturages ou fontaine des bœufs, d'après Joseph Béraud-Sudreau). Enfin, la source miraculeuse de « Joye » était réputée pour avoir la particularité de guérir les maux d'yeux et peut-être d'autres afflictions, si on se réfère au nom du lieu-dit voisin, l'« Esclopey ».
Sur la commune passe également la voie romaine qui allait de Burdigala (Bordeaux) à Aginnum (Agen) et qui est connue aujourd'hui sous le nom de "route de Saint-Médard-d'Eyrans".

### Le Moyen Âge
Cadaujac a été probablement évangélisée vers le VIIIe ou IXe siècle et une première église fut bâtie au Xe siècle sur l'emplacement de l'actuelle église Saint-Pierre.
La baronnie de Cadaujac a probablement été constituée sous l'égide du Royaume d'Aquitaine à une date indéterminée et est devenue un fief des ducs d'Aquitaine.
En l'an 1100, Guillaume IX d'Aquitaine (grand-père d'Aliénor d'Aquitaine) donne, avant de partir en Croisade, la baronnie au Chapitre de Saint-André de Bordeaux. Auparavant, en 1098, l'année de la consécration de la cathédrale, il avait confirmé le droit de monnayage et de tonlieu, accordé au Chapitre par son père.
Les habitants de Cadaujac vivaient de trois ressources : l'élevage, la vigne et la forêt. La baronnie possédait deux châteaux : le Château des Freytets (fruitiers) et le Château des Fougères ou Faugères. Aujourd'hui, de ce dernier, il ne reste qu'un mamelon de terre, par contre, le château des Freytets est en partie conservé. Il est connu, depuis le XIXe siècle, sous le nom de château d'Eck.
À partir des rôles Gascons, conservés à Londres, qui listent tous les actes signés par les ducs d'Aquitaine entre 1317 et 1468, des archives du Chapitre de Saint-André et les archives conservées par la mairie de Cadaujac, on peut apercevoir et suivre la construction des maisons nobles et les accords de privilèges dans le développement de Cadaujac :
- En 1250-1252 on trouve trace d'une transaction du Chapitre de Saint-André avec ses questaux de Cadaujac, où ils paient 1000 sous par an, la taille à volonté qu'il levait sur eux et leur concède à fief une partie de la palu.
- 1273 : Géraud Demonts, qualifié de Miles (= soldat, guerrier) et Bertrand Demonts, qualifié de Damoiseau (= jeune gentilhomme) possédaient une maison noble, que l'on suppose située sur le site de l'actuelle « Maison noble du Pont de Langon ».
- 1318 : le roi Édouard II d'Angleterre donne, en faveur de Gaucem de Pagan, la Judicature de la paroisse et en 1319 il donne en jouissance à Charles de Beaumont la terre de Cadaujac.
- 1341 : il existait un fortin sur la Garonne, au port d'Hourtin, à l'embouchure du ruisseau du Rossignol.
- 1565 : Le 11 juin le Chapitre de Saint-André cède la moitié des Vacans et Padouens[Note 6],[38],[39] aux habitants de Cadaujac, moyennant la redevance de dix ans en dix ans, pour le service de l'église, d'une torche de cire de douze livres. Une transaction confirmée par un arrêt du Parlement de Bordeaux le 29 mars 1763.

### De laRenaissanceà la fin duXVIIIesiècle
Cadaujac se développe tranquillement à l'abri des grands conflits. La population augmente, l'église est agrandie et le bourg se forme.
- En 1565, le château des Fougères devient la propriété de M. de Guilloche, Seigneur de La Louvière, qui le revendra en 1601 au Chapitre de Saint-André. Il en restera la propriété tout au long du XVIIe siècle et servait de résidence à MM. les Chanoines.
- La source de Joye est « christianisée », on lui donne le nom de Saint-Hilaire (en 1884 la source de Joye sera pourvue d'une grotte et ornée d'une statue de Saint Hilaire).
- Les ports de Cadaujac sont en activité : Hourtin, Carpentey, Marguerite (Marteau) et le port, appelé à l'époque Coplon, et aujourd'hui Grima. En 1965, une drague a mis au jour les restes d'une gabarre, ainsi qu'un canon en bronze datant de Louis XIV.
- La navigation sur la Garonne est soutenue et les maisons tournent leurs façades vers elle : Marteau, Sorbé, Le Moustey, Guyot, la Jujeotte, Rivière, Esquillot (Galibert), le Domaine des Places, le Domaine du Droit.
- Le Château de la Pontrique est édifié en 1768 puis le Château de La Grâce à la fin du XVIIe.

Le XVIIIe est un grand siècle pour Cadaujac. L'enrichissement de Bordeaux, grâce au commerce extérieur avec les îles, et le développement de la navigation fluviale  profitent aux Bordelais qui se font construire de belles maisons de campagne au bord de la Garonne. Le négoce du vin est en plein essor, les vins blancs des Graves acquièrent une renommée européenne.
- Au début du XVIIIe siècle (1726), la population de Cadaujac est d'environ 700 habitants[37]. En 1782, on y comptait trois écoles.
- Nous notons deux grandes inondations, l'une en 1770 et l'autre en 1777.
- Le Château de Cadaujac ou Château Chapon est édifié à la fin du XVIIIe par Monsieur de Saige, Baron de Beautiran.
- La Maison noble de Lamothe est édifiée à la même époque, alors que celle du Pont de Langon a été remaniée.

### De la Révolution au Second Empire
Après la Révolution, l'église est fermée ; les statues brisées ; l’argenterie, les meubles et le château des Fougères sont confisqués. Le Château est ensuite vendu par l'état à M. Dauvion, qui possède déjà La Grâce. À cette époque, Fougères est encore entouré de bois, de prés et de vignes et sa grande allée aboutit à l'église.
- 1792 : Le premier maire de Cadaujac se nomme J.B. Bonnet.
- 1793 : M. de Saige est guillotiné à Bordeaux.
- 1804, le Premier Consul Bonaparte devient l'empereur Napoléon Ier. L'Empire français succède à la Première République et en 1807, la Garde Nationale à Cadaujac se compose de 2 compagnies de 80 hommes.
- Le chemin qui traverse le Bouscaut est pavé et devient la RN10.
- 1850 : Le Château Bardins (Bardey) est construit.
- À cette même époque, le Château Plombard (qui devient château Millefleurs en 1933) est construit avec les pierres de la maison de M. Roulle, à Callot, par l'architecte Granet.

### Le Second Empire
Le Second Empire est une époque de prospérité matérielle pour Cadaujac.
- Entre 1854 et 1856, la voie ferrée Bordeaux-Marseille passe par Cadaujac qui obtient une gare et voit se construire un « hôtel de la gare ».
- 1855 : l'église est enfin refaite et le cimetière est transféré chemin Truchon en 1856.
- 1858 : la nouvelle mairie et les écoles sont construites.
- Le château Malleret, construit en 1860, reçoit la visite de Napoléon III à plusieurs reprises. Il est équipé d'un très bel embarcadère qui a parfois servi aux Cadaujacais lorsque celui de Grima était impraticable et qui est parfois compté dans le nombre des ports de Cadaujac.
- En 1868, les producteurs de vins sont, pour les Graves, Truchon, Pontric, Lamotte, Fourgeau, Bardins, Valleroux, Cadaujac (Saige), Gourdin, Plombard.

Les vins du Palus : Malleret, Laisné, Droit, Le Plan, Galibert, Rivière, Laroussie, Lagavatchosse, Callot, Ferbos.
On compte 273 hectares de vigne plantés. On remarque que le Palus est plus important que les Graves, mais à cette époque ce sont encore les bords de Garonne qui sont les plus peuplés.
- 1870 : le château de Saige appartient au comte de Noaillan. C'est encore un superbe édifice agrémenté d'une rotonde surmontée d'une terrasse, entouré d'un parc aux somptueux massifs. Il est entouré d'un vignoble de vin rouge.
- Par contre, le château des Fougères n'est plus que ruines. Les restes d'une tour carrée et une cheminée du XVe attestent de son glorieux passé.
- Lorsque la guerre franco-allemande de 1870 éclate, Cadaujac compte 1 000 habitants. Onze d'entre eux resteront sur les champs de bataille.
- Signalons une très forte inondation en juillet 1875.

### DuXXesiècleà nos jours

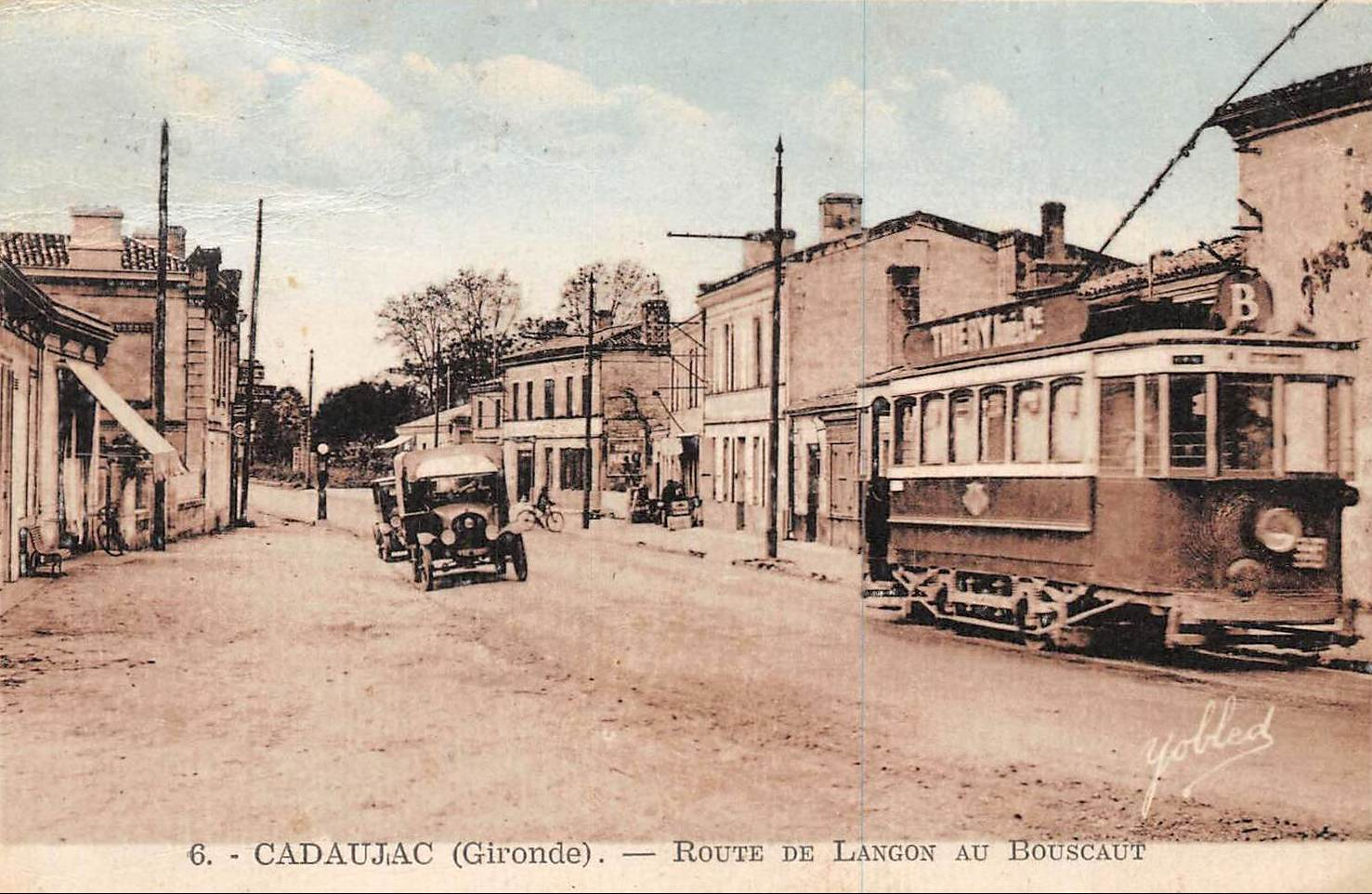
Tramway de la ligne B à Cadaujac.

Au début du XXe siècle, les liaisons avec Bordeaux sont encore difficiles. Il y a un train le matin à 7 heures. Le trajet est le plus souvent réalisé au moyen d'une "gondole" à vapeur qui accoste à 8 heures au port de Grima et dépose les voyageurs quai Richelieu à Bordeaux. Côté route, des "diligences" font un arrêt au Bouscaut.
- La fête communale se tient une fois l'an, sur la place du Bouscaut, en plus, la commune donne une fête au bourg, la fête de la Saint Louis.
- Pendant la Première Guerre mondiale, Cadaujac perd 45 de ses enfants au combat. Elle est la plus touchée des communes du canton.
- 1920 : le Domaine des Places est donné à l’État par la famille Henry. On connait désormais le domaine sous le nom de "Colonie Henry" car elle accueille, jusqu'à la guerre d'Espagne, des orphelins. En 1938, elle loge des réfugiés basques-espagnols. Elle est vendue en 1942.
- À partir de 1920 et jusqu'en 1955, la Compagnie T.E.O.B.  dessert la ville au moyen de la ligne de tramway suburbain B, depuis la place de Bourgogne jusqu'au terminus du chemin Truchon .
- 1928 : La commune est électrifiée.
- 1929 : Le Sporting Club Cadaujacais est créé par Henry Pazot, Etienne Barbot et Gérard Eyrem. Le terrain est celui que nous connaissons encore et qui était à l'origine une prairie appartenant à M. Salvané.
- Une forte crue est signalée en 1930.
- 1939 : il y a 1 200 habitants à Cadaujac.
- 1956 : les nouvelles écoles sont construites.
- 1967 : on compte 2 000 habitants à Cadaujac.
- 1970 : l'autoroute A62 traverse la commune, modifiant définitivement son visage.
- Au début des années 1980, les lotissements "La Clairière à Julia" et "La Péguillère" augmentent considérablement le nombre de Cadaujacais.

## Politique et administration

### Politique de développement durable
La commune a engagé une politique de développement durable en lançant une démarche d'Agenda 21 en 2010.

### Politique environnementale
Dans son palmarès 2024, le Conseil national de villes et villages fleuris de France a attribué trois fleurs à la commune.

### Jumelages
- Sabrosa (Portugal) depuis 1997[43]
- Tramore (Irlande) depuis 2010[44]
- Allariz (Espagne) depuis 2014[44]
- Uçhisar (Turquie) depuis 2019[45]
- Condat (France) depuis 2022[44]

## Démographie
L'évolution du nombre d'habitants est connue à travers les recensements de la population effectués dans la commune depuis 1793. Pour les communes de moins de 10 000 habitants, une enquête de recensement portant sur toute la population est réalisée tous les cinq ans, les populations de référence des années intermédiaires étant quant à elles estimées par interpolation ou extrapolation. Pour la commune, le premier recensement exhaustif entrant dans le cadre du nouveau dispositif a été réalisé en 2008.

En 2022, la commune comptait 6 784 habitants, en évolution de +13,48 % par rapport à 2016 (Gironde : +6,91 %, France hors Mayotte : +2,11 %).
| 1793  | 1800 | 1806 | 1821 | 1831 | 1836 | 1841 | 1846 | 1851  |
| ----- | ---- | ---- | ---- | ---- | ---- | ---- | ---- | ----- |
| 1 000 | 731  | 826  | 884  | 958  | 891  | 924  | 987  | 1 001 |

| 1856  | 1861  | 1866  | 1872  | 1876  | 1881  | 1886  | 1891  | 1896  |
| ----- | ----- | ----- | ----- | ----- | ----- | ----- | ----- | ----- |
| 1 010 | 1 025 | 1 068 | 1 046 | 1 073 | 1 125 | 1 287 | 1 178 | 1 144 |

| 1901  | 1906  | 1911  | 1921  | 1926  | 1931  | 1936  | 1946  | 1954  |
| ----- | ----- | ----- | ----- | ----- | ----- | ----- | ----- | ----- |
| 1 148 | 1 110 | 1 023 | 1 191 | 1 237 | 1 340 | 1 265 | 1 234 | 1 572 |

| 1962  | 1968  | 1975  | 1982  | 1990  | 1999  | 2006  | 2008  | 2013  |
| ----- | ----- | ----- | ----- | ----- | ----- | ----- | ----- | ----- |
| 1 863 | 2 152 | 2 537 | 2 823 | 4 137 | 4 408 | 4 688 | 4 744 | 5 759 |

| 2018  | 2022  | - | - | - | - | - | - | - |
| ----- | ----- | - | - | - | - | - | - | - |
| 6 217 | 6 784 | - | - | - | - | - | - | - |

| selon la population municipale des années : | 1968 | 1975 | 1982 | 1990 | 1999 | 2006 | 2009 | 2013 |
| Rang de la commune dans le département      | 57   | 50   | 57   | 45   | 49   | 51   | 52   | 46   |
| Nombre de communes du département           | 548  | 543  | 543  | 542  | 542  | 542  | 542  | 542  |

## Économie

### Viticulture
En tant que commune viticole du vignoble des Graves, Cadaujac a l'autorisation des produire les vins: AOC Pessac-Léognan, AOC Crémant de Bordeaux, AOC Bordeaux supérieur, AOC Bordeaux, AOC Graves et AOC Graves supérieures.
Pour l'A.O.C. Pessac-Léognan on trouve les producteurs suivants : Château Bardins ; Château Baulos-Charmes ; Château Bouscaut ; Château Lamothe-Bouscaut ; Château d'Eck ; Château Valoux; Château Haut Vigneau;

### Industrie et commerce
Enjoy 33

## Culture locale et patrimoine

### Borne des pèlerins de Saint-Jacques-de-Compostelle

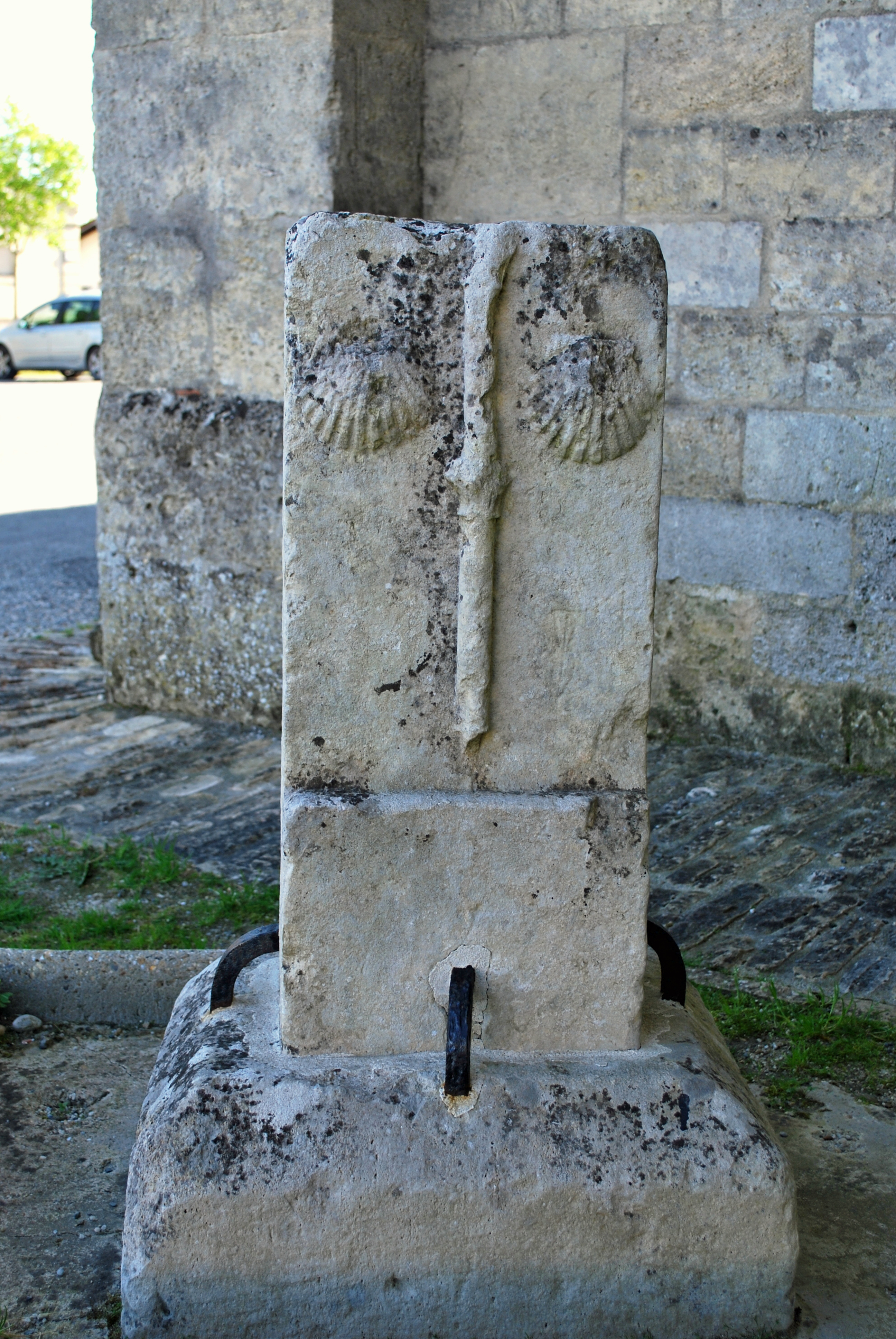
Coquillages et bourdon.

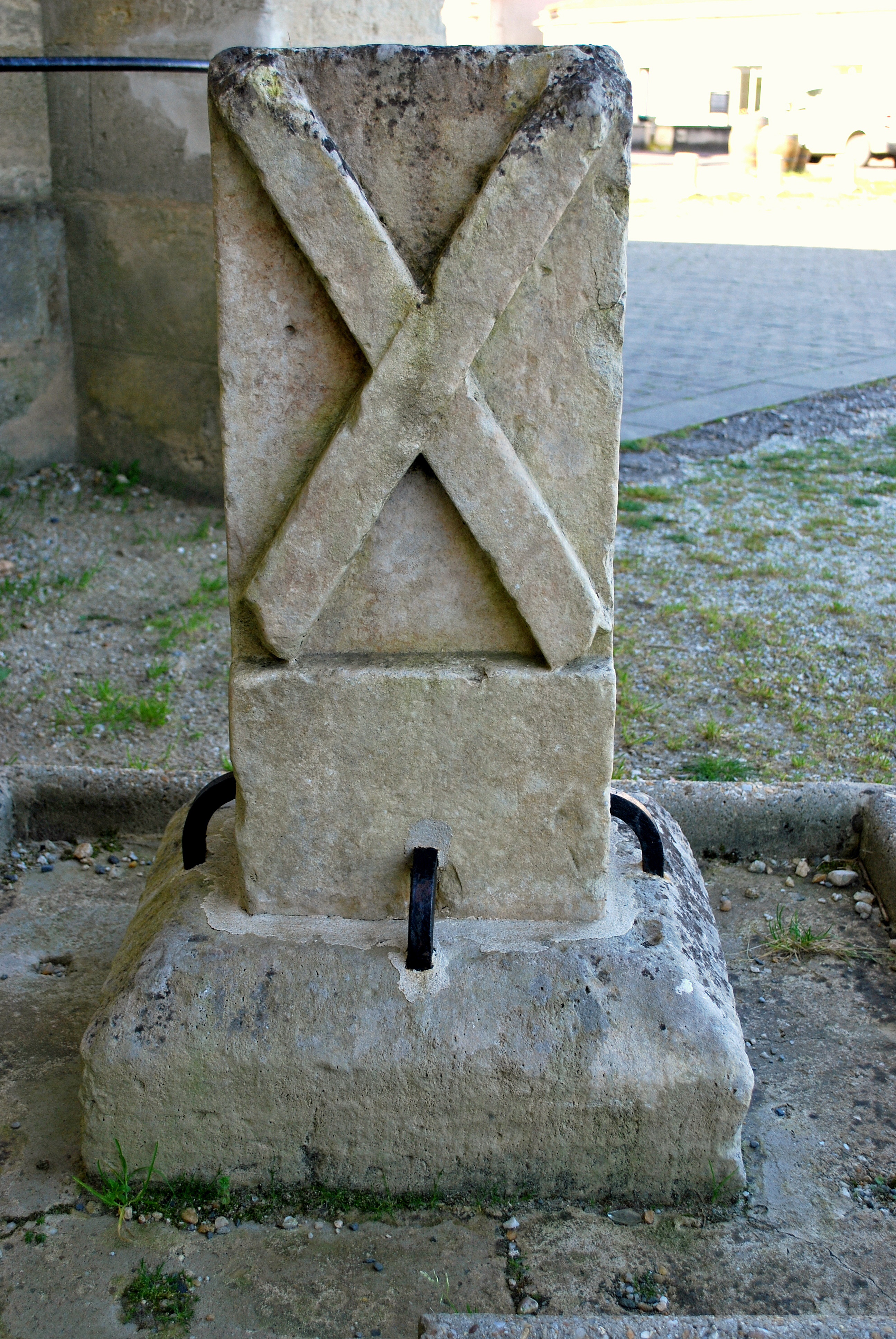
Croix de saint André.

À partir du XIe siècle, le pèlerinage de Saint-Jacques-de-Compostelle devient l'un des grands pèlerinages de la Chrétienté médiévale. Cadaujac voit régulièrement passer les pèlerins de Saint-Jacques-de-Compostelle. Ils arrivent sur la rive droite de la Garonne à Quinsac ou Cambes et traversent la rivière par l'île de Lalande.
Une borne (hauteur 0,67 m ; largeur  0,31 m ; épaisseur = 0,17 m) fut trouvée sur le Domaine de Droit à 100 mètres de la Garonne. Sur une face, tournée vers la rivière, on voit un bourdon encadré par deux coquilles saint Jacques, sculptées en relief sur la pierre. Sur la face opposée, la croix de Saint-André, qui signifie que l'endroit était une possession du chapitre de Saint-André de Bordeaux. Elle indiquait l'emplacement d'un passage emprunté par les pèlerins et aussi un lieu de rassemblement pour la bénédiction de leurs besaces et bourdons.
En 1967, pour permettre sa sauvegarde, la borne fut déplacée à gauche de l'entrée principale de l'église Saint-Pierre, au centre historique du village. Les quatre anneaux en fer qui tiennent la borne sur son socle ont été ajoutés lors de ce déplacement.
On rencontre dans les campagnes des bornes seigneuriales ou ecclésiastiques portant des armoiries et signes divers, qui limitaient jadis les confins des territoires ou de paroisses. Cette borne, portant une croix les emblèmes des pèlerins de Saint-Jacques-de-Composte sculptés, paraît unique en Gironde.
Le chemin des pèlerins
- L'abbaye de La Sauve-Majeure : Cette abbaye a été, depuis le haut Moyen Âge jusqu'à la fin du XVIIIe siècle, l'un des principaux centres d'accueil pour les pèlerins traversant l'Aquitaine, se rendant à Rome ou à Compostelle. Français, étrangers, gens de toutes conditions y trouvaient le gîte et le couvert, et tous les soins nécessaires aux malades.

À leur départ, les pèlerins rassemblés, face à l'abbaye, devant la statue de saint Jacques le Majeur, habillé lui aussi en pèlerin, recevaient du père-abbé la panetière, la besace et le bourdon.
- Les pèlerins reprenant alors leur voyage pour Saint-Jacques-de-Compostelle trouvaient là le chemin, par voie de terre, pour atteindre Quinsac ou Cambes et par voie d'eau, les passeurs les faisaient traverser sur la rive gauche de la Garonne.
- Le port d'Esconac : Sur la rive droite de la Garonne, on trouve le port d'Esconac ou Estonat, certainement très ancien, dans la commune de Quinsac. Dans cette petite baie, les embarcations trouvaient un refuge contre la violence des courants ; l'accès en était facile pour les passeurs et les voyageurs. Ce nom paraît avoir une origine latine, mêlée de gascon. Il serait dérivé du mot latin concha, c'est-à-dire « conque, coquille ».

Ce petit port a certainement dû servir longtemps, avec celui d'en face, le port de Lauoumeys, pour le passage des pèlerins d'une rive de la Garonne à l'autre.
- Le port de Lauroumeys : Se trouve sur la rive gauche de la Garonne, au sud de l'Isle-de-Lalande attire l'attention par le nom historique qu'il a conservé : le port de Lauroumeys (Laous Roumeys) qui a la signification en gascon de « port des roumieux ou roumi », premier nom donné aux pèlerins de Rome puis par extension à ceux de Jérusalem et Compostelle.

Le petit ruisseau navigable aboutissant au fleuve permettait au passeur de remonter au domaine de « Droit », et à l'intérieur des terres plus élevées inaccessibles au débordement des eaux. Ils atteignaient alors la borne historique où se faisait le rassemblement des pèlerins, sur la paroisse de Cadaujac, possession du chapitre Saint-André de Bordeaux qui les accueillait, comme en témoignent divers documents.
- En partant de Cambes et en traversant le fleuve, les pèlerins atteignaient, à un kilomètre environ au sud du port de Lauroumeys, le port de Place et l'embouchure d'un modeste ruisseau. Du port de Place : le « Grand Chemin » les conduisait jusqu'au village de Paté par divers hameaux, et le lieu-dit « la Croix des Pèlerins ». La tradition situe également un "Tombeau du Pèlerin" à Paté. C'est dans ce village, traversé par l'ancienne voie romaine Bordeaux-Toulouse, qu'on découvrit au siècle dernier un cimetière à incinération du IIIe siècle.

Cette pierre ornée de sculptures, qui indiquait primitivement un point de rassemblement de pèlerins est devenue par la suite un point d'accueil du chapitre Saint-André de Bordeaux distribuant ses bénédictions. La borne, d'où rayonnaient trois routes en direction des paroisses voisines, était également un point géographique marquant l'intersection des communes de Cadaujac, Saint-Médard-d'Eyrans et l'Isle-Saint-Georges.

### Lieux et monuments

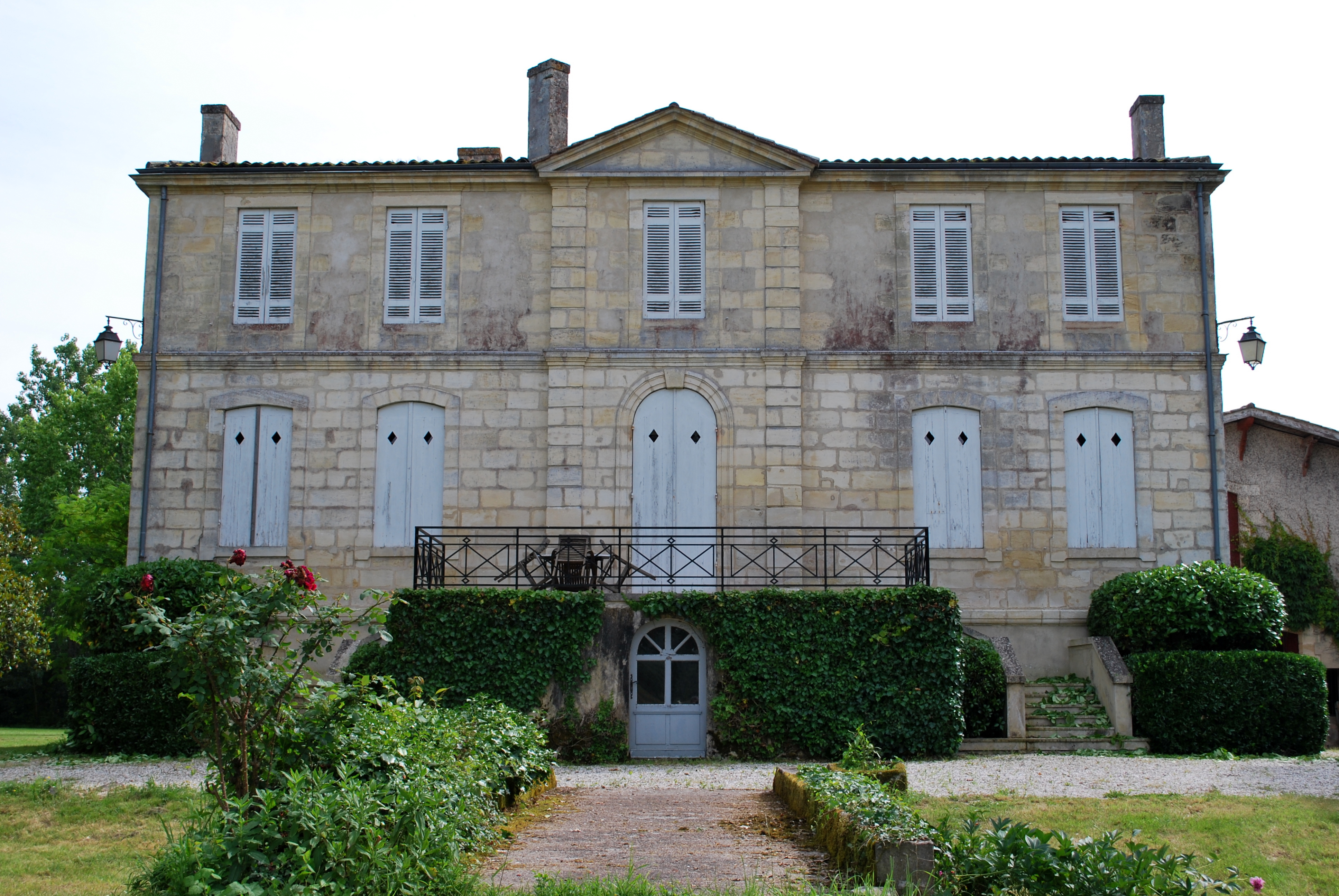
La maison Droit.

- L’église Saint Pierre date du XIe siècle, mais remaniée au XIXe siècle. Elle est rattachée à la cathédrale Saint-André de Bordeaux.

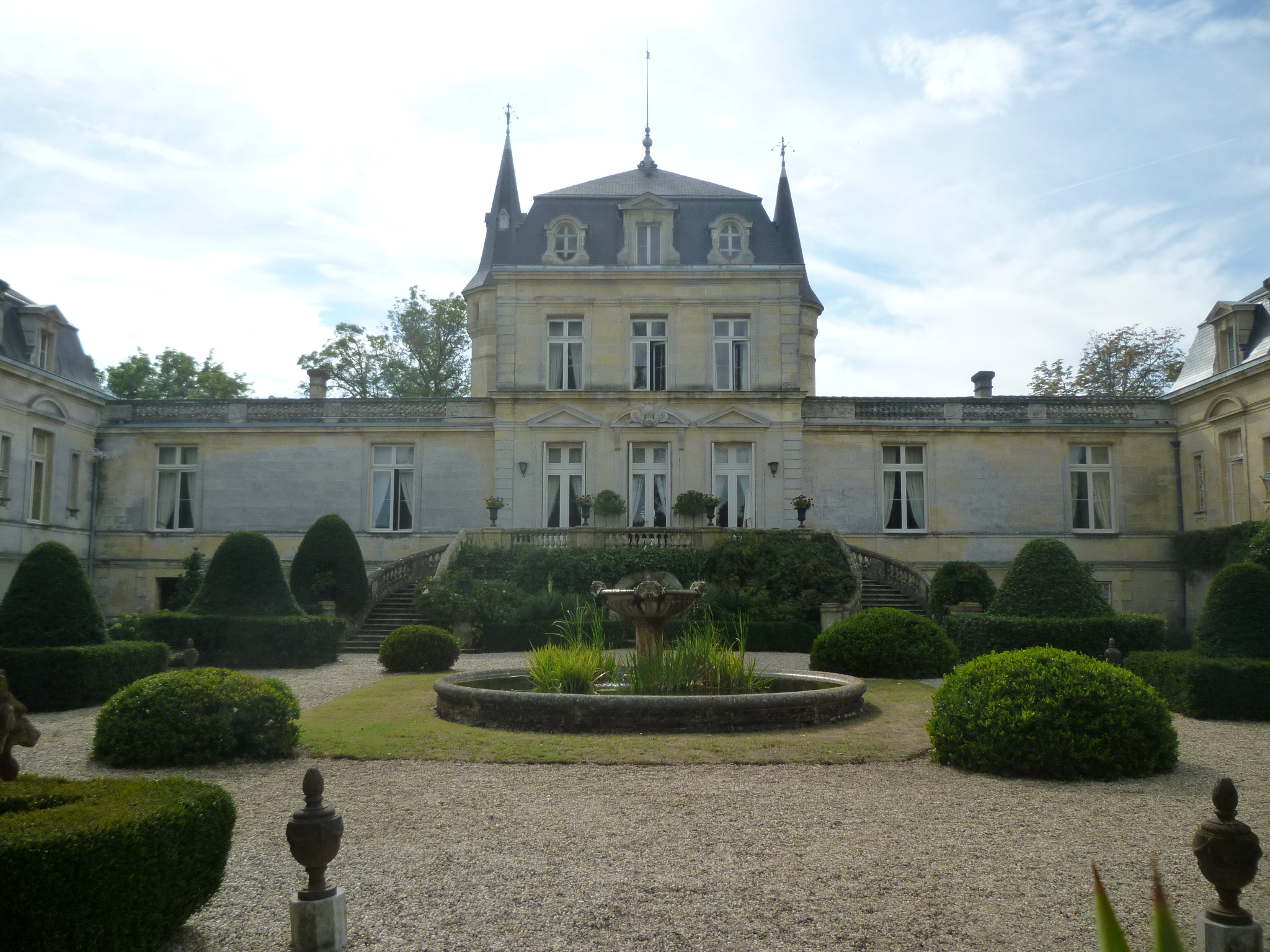
Château Malleret.

- Château Malleret, inscrit au titre des monuments historiques en 1989[55].

- Maison Droit, inscrit au titre des monuments historiques en 1988[56].

La demeure a probablement été érigée dans la deuxième moitié du XVIIIe siècle. À l'instar de tous les domaines jalonnant les rives de la Garonne, l'accès se faisait par le fleuve, comme l'attestent un ancien bras comblé et la façade noble, tournée vers la rivière.
De plan rectangulaire, le logis comporte un étage de soubassement surmonté d'un rez-de-chaussée surélevé et d'un premier étage. La travée centrale de la façade principale, en légère saillie et coiffée d'un fronton triangulaire, s'ouvre par une porte en arc plein cintre. Celle-ci est précédée d'un perron dont l'accès se fait par un escalier à deux montées parallèles. La façade sud, sans décor, possède un escalier à deux montées divergentes. Des dépendances beaucoup plus tardives ont été bâties à l'ouest de la demeure.

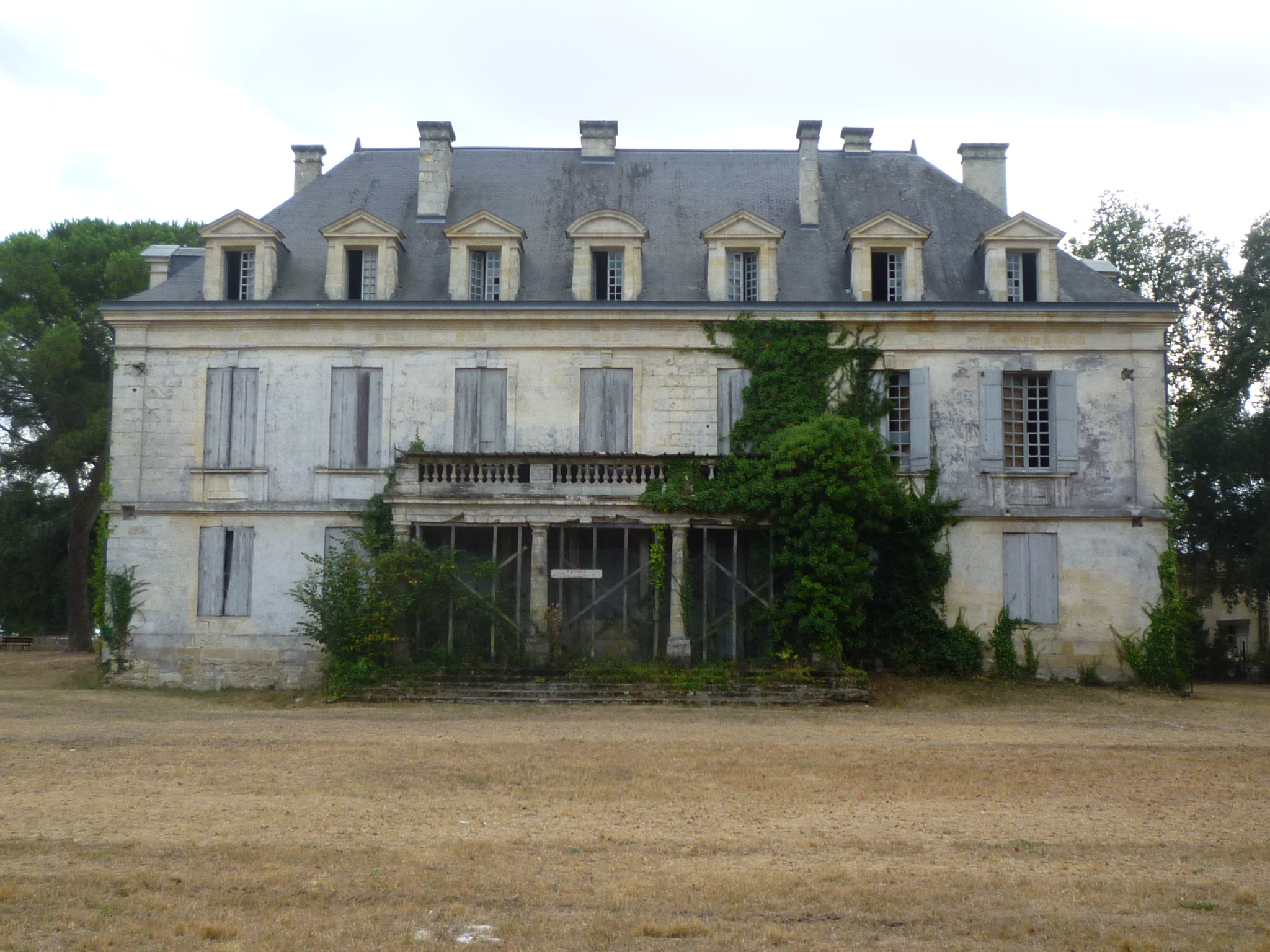
Château de Saige.

- Château de Saige[57], inscrit au titre des monuments historiques en 1983[58].

François-Armand de Saige, ancien avocat général au Parlement de Bordeaux, élu maire de la ville en 1791 et guillotiné en 1793, aurait fait construire ce château sur un site graveleux dominant les palus de la Garonne. Le domaine de 14 hectares est situé dans un parc prestigieux.
De plan rectangulaire, la construction a été prolongée par un bâtiment à terrasse en forme d'hémicycle. Les façades se développent sur trois niveaux. Des frontons triangulaires couronnent chaque lucarne, sauf celle du centre qui possède un fronton cintré et qui marque ainsi la symétrie de la composition supérieure. Au rez-de-chaussée, l'entrée se trouve totalement décentrée vers l'ouest. Un porche à quatre colonnes toscanes est ajouté sur la façade nord. L'intérieur a été entièrement transformé. Au premier étage, une porte avec son décor ancien a été conservée.
Pendant la Seconde Guerre Mondiale, l'armée allemande réquisitionne les Châteaux de Saige, Millefleurs et Bouscaut. À la libération, un groupe de FTP (Francs-tireurs et partisans) exécute, sans jugement, des personnes présentes au château de Saige, toutes accusées d'être miliciens. Il y avait six hommes et une femme. Le corps d'un huitième victime a été retrouvé dans la Garonne près de la porte de Grima. Les victimes ont été enterrées d'abord dans le parc du château, puis exhumées et enterrées de nouveau au château de Thouars à Talence. Le Parquet de Bordeaux a dû intervenir pour faire exhumer les corps et les remettre à leurs familles. Ce n'était pas des habitants de Cadaujac.
Cette propriété appartient, depuis 1979, à la commune de Cadaujac.
- Château d'Eck

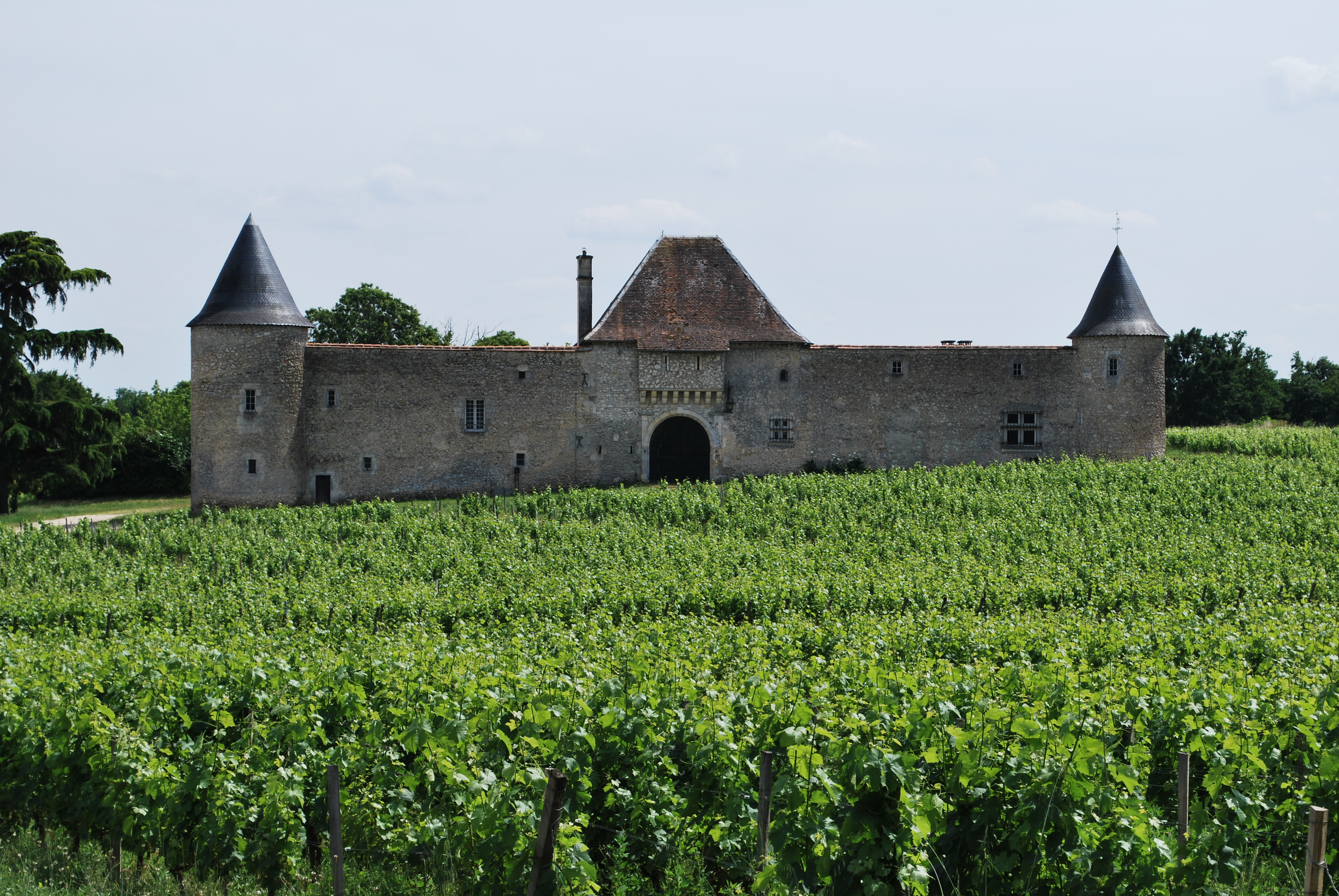
Château d'Eck.

Bâti à la fin du XIIe siècle, son ancien nom était « Freytets » qui signifie « fruitiers ». Ce nom viendrait de ses terres bien exposées, propices à la culture de la vigne. Au XIXe siècle, il prend le nom de Château d'Eck, du nom d'un ancien propriétaire.
Ce château possède une allure médiévale avec ses 4 tours et son mur d'enceinte. En 1302, Bertrand de Goth y séjourne. Cet illustre personnage bordelais deviendra le premier pape d'Avignon en 1305 sous le nom de Clément V.
- Château Bardins

Sur les terres actuelles de Bardins, dès 1350, on trouve trace d’un moulin situé sur l’Eau Blanche. En 1849, M. Pierre Bellarmin Tandonnet achète la propriété et fait construire le château. Il est formé d'un corps de logis avec balcon encadré de deux ailes plus avancées, celle de gauche étant flanquée d'une tour ronde avec un escalier pour accéder au premier étage. Gravée dans le mur, on peut lire la date de 1850.
Il est à noter, au sud-est de la propriété, la présence d’une grotte abritant une Vierge, construite à l’identique de celle de Lourdes. Elle fut édifiée à l’initiative de Mme Chancel, alors propriétaire de Bardins. Le petit-fils de Mme Chancel, M. Paul Tandonnet, vend le domaine en 1903 à M. Vincent. Le vignoble perd deux hectares au profit d’un parc d’agrément. La fille de M. Vincent épouse M. Camille de Bernardy de Sigoyer. Derrière ce nom, trois générations portent haut la réputation du vignoble, Bardins répondant à l’appellation des « Pessac-Léognan ».
- Château Bouscaut

On peut également trouver sur la commune : le Château Millefleurs, le Château de la Grâce, le Château de La Pontrique ainsi que des maisons nobles comme celles du Pont de Langon, ou encore de Lamothe-Bouscaut.
- La ferme exotique, un parc animalier.

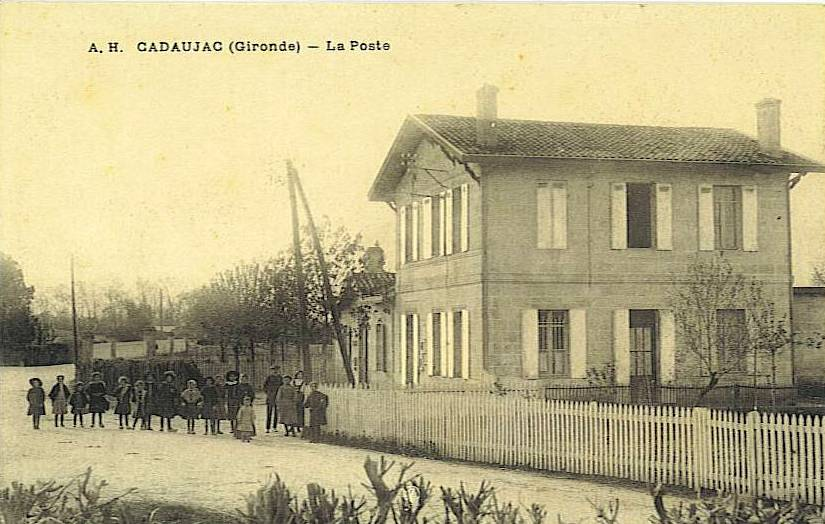
L'ancien bureau de Poste de Cadaujac.

- L'ancienne Poste. Construite en 1902, elle a été le bureau de Poste de la commune jusque dans les années 1970 avant que le bureau actuel ne prenne le relais. Actuellement une maison d'habitation.

### Personnalités liées à la commune
- Jeanne Robert (1914-2017), résistante française ;
- Jean-Bernard Ney (1921-2003), résistant luxembourgeois, Compagnon de la Libération ;
- Cathy Ribeiro (née en 1954), écrivaine française[réf. nécessaire] ;
- Catherine Arnaud (née en 1963), judokate française.

### Héraldique
| Armes | Les armes de Cadaujac se blasonnent ainsi : Écartelé de gueules et d'azur, au premier aux deux clefs renversées d'argent passées en sautoir, au deuxième au château d'argent ouvert et ajouré de sable, la tour de senestre plus haute et essorée du même, au troisième aux trois coquilles d'argent mal ordonnées, au quatrième aux deux bâtons de pèlerin d'argent non pommetés passés en sautoir, celui en barre au pied fiché |

La symbolique du blason : les clefs de saint Pierre, Patron de l'église ; les coquilles, symboles des pèlerins de Sait-Jacques de Compostelle ; le château Fougères, la résidence des Chanoines du Chapitre de Saint-André de Bordeaux et la croix de saint André pour rappeler que le Chapitre était aussi le seigneur de Cadaujac.